# ميلوس كوستيتش
ميلوس كوستيتش (بالسلوفينية: Miloš Kostić)‏ هو لاعب كرة قدم سلوفيني في مركز الدفاع، ولد في 23 نوفمبر 1971 في ليوبليانا في سلوفينيا. لعب مع نادي ليوبليانا الأولمبي لكرة القدم ‏.

## وصلات خارجية
- ميلوس كوستيتش على موقع قاعدة بيانات كرة القدم.إي يو (الإنجليزية)
- ميلوس كوستيتش على موقع Soccerway.com (الإنجليزية)
- ميلوس كوستيتش على موقع عالم كرة القدم.نت (الإنجليزية)